# Memecoin
Een memecoin, ook wel shitcoin genoemd, is een 'cryptovaluta die is ontstaan uit een internetmeme en een humoristisch of frauduleus kenmerk heeft. De term wordt gebruikt voor cryptovaluta met weinig tot geen waarde, authenticiteit of bruikbaarheid.

## Beschrijving
De meeste memecoins worden aangemaakt op een bestaand blockchainplatform, zoals base, ethereum of solana. Deze platforms maken het mogelijk een eigen crypromunt te creëren. Eenmaal gereed is een flinke campagne nodig om de aandacht op de memecoin te vestigen en zo kopers aan te trekken.
Memecoins ontlenen hun prijs voornamelijk door de aandacht op sociale media en de associatie met bekende personen. De prijs van de memecoin kan snel omhoogschieten doordat nieuwe kopers, aangetrokken door virale aandacht of de angst om iets te missen, de munten willen hebben. Zodra de interesse afneemt, daalt de vraag en daarmee ook de prijs. Omdat de munt geen praktische betekenis heeft of waarde vertegenwoordigd is een daling van de prijs naar nul niet uitgesloten. De meeste winst valt toe aan de ontwikkelaars van de memecoins en de kopers die er heel snel bij zijn.
Uit een onderzoek van 2024 blijkt dat honderden memecoins per maand worden geïntroduceerd, hiervan wordt iets meer dan de helft met slechte intenties in omloop gebracht. Van alle memecoins is inmiddels 97% al weer verdwenen en de gemiddelde levensduur van een memecoin wordt geschat op ongeveer een jaar.

## Geschiedenis
Eind 2013 werd de dogecoin gelanceerd door softwareontwikkelaars als een grap en dit voorbeeld werd gevolgd door vergelijkbare munten.
Begin 2021 verbood de Thaise beurstoezichthouder de uitgifte en handel in memecoins als onderdeel van een strengere aanpak van digitale goederen zonder "duidelijk doel of inhoud".
De memecoins werden populairder in 2021 en 2022 toen Elon Musk zich positief uitte over dogecoin. Hij plaatste verschillende tweets over de munt, waaronder een bericht in 2024 dat bij Tesla met dogecoin kon worden betaald.
Memecoins zijn opgeleefd na de overwinning van Donald Trump bij de Amerikaanse presidentsverkiezingen van 2024. Trump heeft zich gedurende zijn campagne positief uitgelaten over cryptogeld. In mei 2025 werd duidelijk dat memecoins niet onder het toezicht valt van de Amerikaanse Securities and Exchange Commission (SEC). In het algemeen heeft de koper van een memecoin nauwelijks bescherming.

## Opvallende memecoins

Grafiek van de prijs van de $TRUMP tussen 18 januari en tot 1 april 2025. Dit is een typische prijsverloop voor veel memecoins

Hieronder enkele memecoins die in de belangstelling staan of hebben gestaan:
Dogecoin werd eind 2013 gecreëerd en leidde jarenlang een sluimerend bestaan. In 2021 kreeg het aandacht door berichten van Elon Musk. De prijs van de dogecoin liep op en alle dogcoins waren in december 2021 meer dan US$ 70 miljard waard en het was daarmee een van de tien grootste cryptovaluta ter wereld. Medio 2022 was de waarde weer gezakt tot minder dan US$ 10 miljard.
$HAWK werd via het Solana-platform uitgebracht door Hailey Welch in december 2024, een Amerikaanse vrouw die online viraal ging na een straatinterview. De memecoin steeg aanvankelijk 900% in prijs, maar daalde in drie uur tijd weer met 91%. Er werd een rechtszaak aangespannen tegen de bedenkers vanwege het promoten en verkopen van een niet-geregistreerd financieel product. Na een onderzoek liet de SEC weten  Welch niet juridisch te vervolgen.
$TRUMP – Donald Trump lanceerde deze memecoin op 17 januari 2025, drie dagen voor zijn inauguratie. Binnen 48 uur was de prijs van zijn memecoin gestegen van US$ 20 naar US$ 70. In maart 2025 werd bekend dat Trump hier US$ 350 miljoen aan heeft verdiend. Op 26 januari daalde de prijs al onder de US$ 30 en schommelde in juni 2025 rond de US$ 9,50.
$Melania -  Zijn vrouw Melania Trump volgde kort daarop met de $Melania, die daalde in de eerste maand gelijk met 90% en de prijs was gedaald naar minder dan 20 dollarcent in juni 2025. Een aantal personen maakten een winst van US$ 100 miljoen, zij kochten de memecoins vlak voordat dit publiekelijk bekend werd gemaakt en verkochten rond de prijspiek.
$CAR - In 10 februari 2025 kondigde de president van de Centraal-Afrikaanse Republiek, Faustin-Archange Touadéra, een nationale memecoin $CAR aan op zijn officiële X-account. Bijna gelijk daarna ontstonden er vragen over de legitimiteit van dit project en de aankondigingsvideo bleek een deepfake. De prijs van $CAR daalde op 11 februari met 95% en is niet meer hersteld.
$HCC - Op 15 april 2025 hebben hackers toegang genomen tot het geverifieerde X-account van de Britse minister Lucy Powell om een frauduleuze cryptomunt $HCC te promoten. Ze gebruikten verwijderde berichten met het logo van het Lagerhuis om de memecoin te promoten als een 'door de gemeenschap aangestuurde digitale valuta'.
$LIBRA – werd gepromoot door de Argentijnse president Javier Milei op 14 februari 2025. Milei verklaarde in een tweet dat het doel ervan was om "de groei van de Argentijnse economie te stimuleren door kleine bedrijven en Argentijnse ondernemingen te financieren". De prijs van de $LIBRA steeg aanzienlijk na zijn steunbetuiging, maar daalde vervolgens scherp toen hij zijn bericht introk. Dit veroorzaakte politieke consternatie en leidde tot een onderzoek naar mogelijke wettelijke overtredingen.